# Ишка Лока
Ишка Лока (на словенски: Iška Loka) е село в Словения, регион Средна Словения, община Иг. Според Националната статистическа служба на Република Словения през 2015 г. селото има 286 жители.